# 冯兆东
冯兆东（1955年9月—），甘肃定西人，河南大学教授、兰州大学教授、博士生导师，研究方向涉及中亚干旱区晚第四纪气候变化与环境演变等方面。中华人民共和国教育部第二批“长江学者”特聘教授。1978年、1982年先后获兰州大学地理系学士、硕士学位；1987年获华盛顿大学地质系硕士学位；1991年获堪萨斯大学地理系博士学位；1992-1994在哥伦比亚大学地球科学系做博士后研究；曾任教于犹他大学，蒙特克莱大学、贝勒大学、兰州大学和新疆大学。2017年5月至今，任河南大学教授。

## 出版作品
- 《中国黄土高原末次间冰期古土壤S1的地理分异—土壤发生学和土壤地貌学意义》兰州大学出版社, 2014.

- 《中国黄土高原西部的生态环境：过去、现在、将来》甘肃科技出版社, 2014.

- 《蒙古高原过去四万年来的生物气候变化》 [3]甘肃科学技术出版社. 2015.

- 《新疆北部及周边地区全新世的气候和水文变化》兰州大学出版社, 2017.